# Isla Blennerhassett
Isla Blennerhassett (en inglés: Blennerhassett Island) es una isla estadounidense en el río Ohio por debajo de la desembocadura del pequeño río de Kanawha, que se encuentra cerca de Parkersburg en el condado de Wood, parte del estado de Virginia Occidental.
Históricamente, Blennerhassett era un asentamiento indígena, en primer lugar conocido como Isla de Backus, por Elijah Backus que la compró en 1792. Ahora recibe el nombre de Harman Blennerhassett, una figura en la conspiración de Aaron Burr, que compró el extremo norte de la isla en 1798.